# Олияр, Станислав
Станисла́в Олия́р (латыш. Staņislavs Olijars; 22 марта 1979, Челябинск, СССР) — латвийский легкоатлет, выступавший в беге с барьерами, участник Олимпийских игр 2000 и 2004 годов.

## Карьера
На Олимпийских играх 2000 года Олияр участвовал в беге на 110 метров с барьерами, но не смог выйти в финал. На следующей Олимпиаде он опять выступал на 110 метрах и в финале стал пятым с результатом 13,21 (лучший среди европейцев). От бронзы Олияра отделили 0,01 сек, а от серебра — 0,03 сек. В том забеге победивший китаец Лю Сян повторил мировой рекорд (12,91). Олияр лидировал в начале дистанции, затем шёл на втором-третьем местах, после последнего барьера и ошибки француза Ладжи Дукуре Олияр бежал вторым, но на самом финише его опередили сразу трое.
Двукратный чемпион Европы на открытом воздухе и в помещении, а также призёр этих первенств. Золото Олияра на летнем чемпионате Европы 2006 года в Гётеборге стало первым для латвийских легкоатлетов с 1934 года, когда первым чемпионом Европы стал ходок Янис Далиньш. Бронзовый медалист чемпионата мира в помещении 2008 года.